# Santa Maria d'Oló (ort)
Santa Maria d'Oló är en ort i Spanien.   Den ligger i provinsen Província de Barcelona och regionen Katalonien, i den östra delen av landet, 500 km öster om huvudstaden Madrid. Santa Maria d'Oló ligger 542 meter över havet och antalet invånare är 1 044.
Terrängen runt Santa Maria d'Oló är huvudsakligen kuperad, men norrut är den platt. Terrängen runt Santa Maria d'Oló sluttar västerut. Runt Santa Maria d'Oló är det ganska glesbefolkat, med 29 invånare per kvadratkilometer. Närmaste större samhälle är Vic, 19,6 km öster om Santa Maria d'Oló. I omgivningarna runt Santa Maria d'Oló växer i huvudsak blandskog.